# Pau de Crépy
La pau de Crépy-en-Laonnois, signada el 18 de setembre de 1544 entre Francesc I de França i Carlos I d'Espanya (i emperador del Sacre Imperi Romanogermànic), va suposar la sortida de Carles de la guerra d'Itàlia de 1542-1546. La pau seria efímera, ja que el 1551 arrencarien novament les hostilitats entre les dues potències signants.

## Antecedents
Des de finals del segle xv, a la península italiana s'havien succeït les Guerres Italianes, en què França i Espanya havien lluitat en bàndols oposats gairebé tot el temps. En 1542 les reclamacions sobre la sobirania del ducat de Milà van tornar a desfermar les hostilitats entre Francesc I de França i Carles I d'Espanya (que des de 1519 era a més emperador del Sacre Imperi Romanogermànic), donant pas a la guerra d'Itàlia de 1542-1546, un conflicte extraordinàriament costós per als participants en ell.

## L'acord
Els termes de l'acord incloïen:
- Carlos I i Francesc I cessarien les hostilitats restaurant el  statu quo  de 1538, any de la signatura de la treva de Niça;
- Carles renunciava als seus drets sobre el ducat de Borgonya;
- Francesc renunciava als seus drets sobre el ducat de Savoia, Regne de Nàpols i els territoris de Flandes i Artés;
- El duc Carles de Valois, duc d'Angulema, fill del rei de França, contrauria matrimoni amb la filla de Carlos  Maria d'Habsburg o amb la seva neboda Ana d'Habsburgo -Jagellón. En el primer cas la núvia rebria com dot els  Països Baixos i el Franc Comtat; en el segon el ducat de Milà;
- Les dues parts signants es donarien assistència mútua contra els otomans.

## Conseqüències
La signatura de la pau de Crépy va suposar la retirada de la flota otomana de les costes franceses i la sortida de Carles de la guerra italiana de 1542-1546, però no la fi d'aquesta. El seu aliat Enric VIII d'Anglaterra continuaria la lluita contra França fins a la signatura del tractat d'Ardres en 1546.
La mort de Carles d'Angulema al setembre de 1545, impossibilitant la unió matrimonial entre les dues monarquies, va deixar la pau inconclusa.
Els conflictes a la península italiana entre les dues potències signants no acabarien aquí. En 1551 el fill i successor de Francesc, Enric II de França, va declarar novament la guerra a Carles I, donant inici a la guerra italiana de 1551-1559.